# شبكة إبر مصفوفة متداخلة

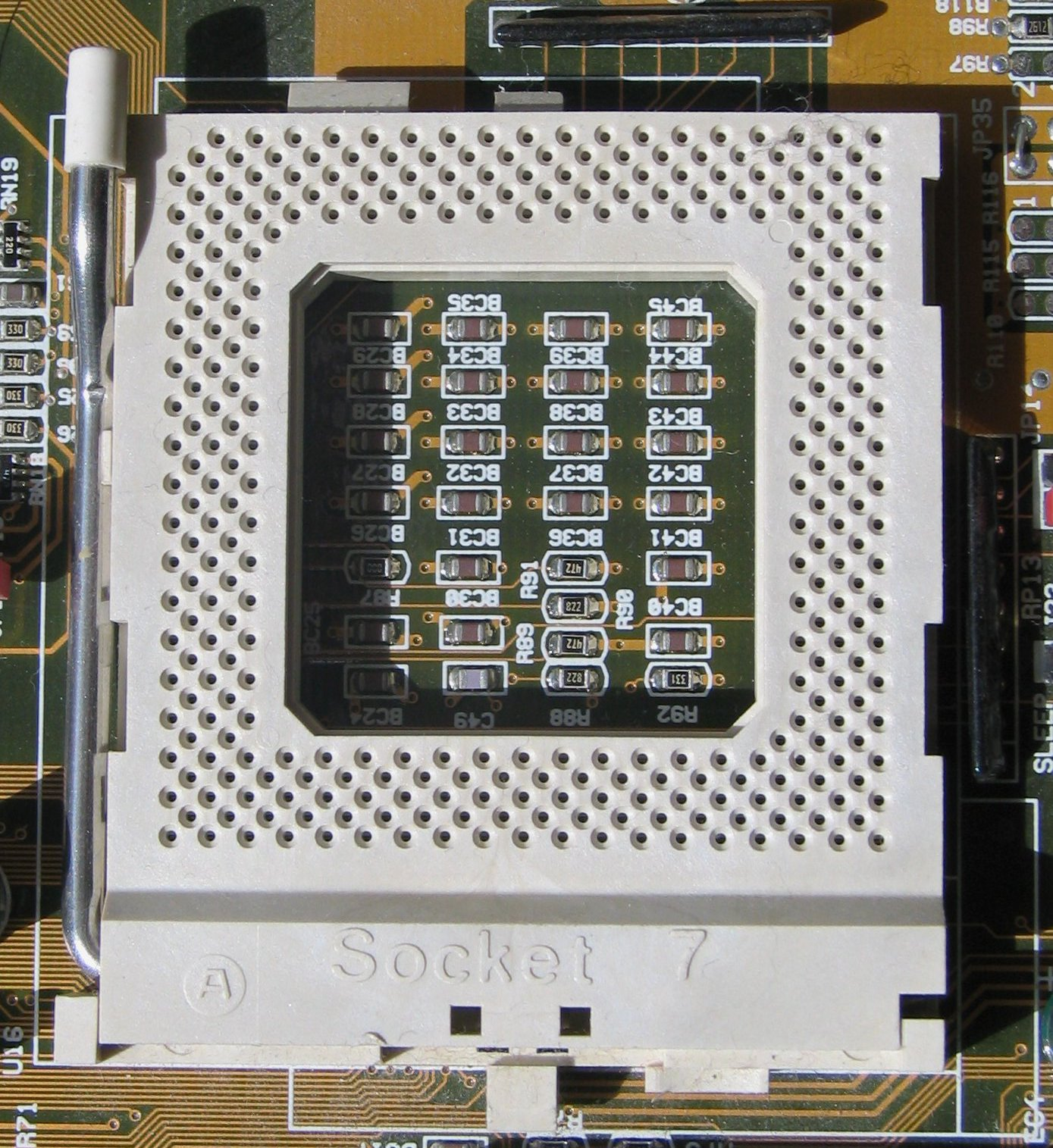
مقبس 7 المستخدم لتقنية شبكة إبر مصفوفة متداخلة

شبكة إبر مصفوفة متداخلة (بالإنجليزية: Staggered Pin Grid Array)‏ وهو نوع من تقنية شبكة إبر مصفوفة حيث تكون الإبر الموجودة على وحدة المعالجة المركزية متداخلة, أي بين كل أربع إبر مصفوفة بشكل مربع يوجد إبرة إضافية في الوسط, أو بوجهة نظر أخرى تصبح كل أربع إبر مصفوفة بشكل مربع مائل. وهو يستخدم عند الحاجة إلى زيادة عدد الإبر على شبكة الإبر مصفوف من دون زيادة حجم وحدة المعالجة المركزية أو المقبس المستخدمة له.